# Cheongdo
Der Landkreis Cheongdo (kor.: 홍성군, Cheongdo-gun) befindet sich in der Provinz Gyeongsangbuk-do in Südkorea. Der Verwaltungssitz befindet sich in der Stadt Cheongdo-eup. Der Landkreis hatte eine Fläche von 694 km² und eine Bevölkerung von 43.952 Einwohnern im Jahr 2019.
Ähnlich wie der Rest Koreas hat Cheongdo vier verschiedene Jahreszeiten. Die Sommer in Cheongdo können extrem heiß sein, da Cheongdo nur 30 Minuten mit dem Zug von Daegu entfernt ist. Daegu ist bekannt als eine der heißesten Städte in Südkorea, aufgrund der umliegenden Berge, die die ganze Hitze einfangen. Die Winter können kalt sein und gelegentlich −15 Grad Celsius erreichen.
Jedes Jahr findet in Cheongdo ein internationales Stierkampffestival statt.

Lage des Landkreises in Gyeongsangbuk-do